# 小米11
小米11是小米集团于北京时间2020年12月28日20时30分许在中国北京小米科技园发布的智能手机，为小米手机数字系列的第十代机型系列。

## 简介
小米11正面采用了一块6.81英寸（对角线）20:9比例柔性AMOLED显示屏，前置相机位于屏幕左上角，为屏幕打孔式布置。手机正面四周均采用弧面设计，背部左上角设置三枚摄像头和一枚LED补光灯，大体呈圆角矩形排列。后盖采用AG工艺的玻璃材质或皮质质感的聚碳酸酯塑料材质，边框则采用了电镀工艺的7000系铝合金边框。性能方面则搭载了高通骁龙888SoC、LPDDR5规格的RAM以及UFS3.1双通道标准的闪存存储。

## 硬件

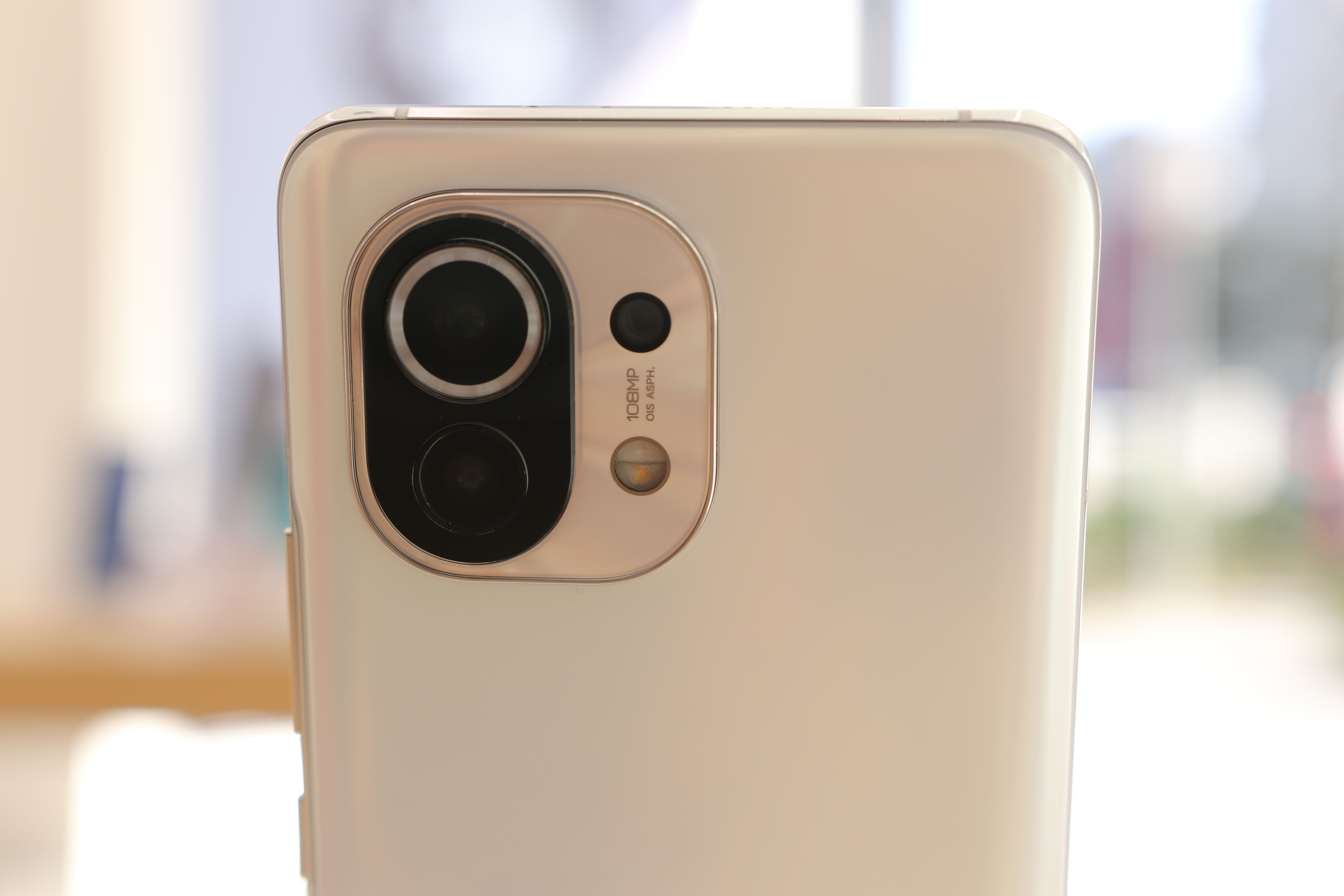
小米11主相机镜组特写

### 外观
小米11的正面设计大体延续了小米10的设计风格，维持了左上角布置的前置摄像头设计，并未采用刘海、升降式隐藏或屏幕下布置的方案。但小米11的正面由小米10的左右两边收弧调整为四边收弧，尺寸也从小米10的6.67英寸（对角线）提高至6.81英寸（对角线），屏幕比例也从小米10的19.5:9调整至20:9，相较小米10而言变得更为修长。
小米11的侧边框依然维持了铝合金材质，机身四周设有通信天线溢出带，通过与边框颜色相近的塑料注塑填充。边框上部设有降噪麦克风、红外发射窗口及顶部副扬声器（集成听筒功能），右侧设有音量加减键及开关屏/电源键，下部设有SIM卡槽托架及弹出插孔、USB Type-C接口及主扬声器开孔，左侧则不设置任何开口。边框在控制按键附近变宽，向后盖区域稍作侵入，以保证按键区域的牢靠度。
小米11的背部采用AG工艺的玻璃材质或皮质质感的聚碳酸酯塑料材质，后盖采用玻璃材质的版本较采用聚碳酸酯塑料的版本重约2g，但总厚度则减少0.5mm。后盖左上角为后置相机组区域，整体呈圆角矩形，但相机区域圆角与机身边框圆角不一致。相机区域左侧为一跑道型黑色区域，上部放置主摄像传感器，下部放置广角传感器。主摄像传感器开孔处外围设有一银色亮环，略微凸出，与小米9、小米CC9等机型设计相呼应。跑道型区域右侧为一银色区域，从上至下布置长焦微距传感器、LED补光灯及辅助环境光传感器。机身左下角则设置与小米CC9系列相同的小米集团拼音logo“XIAOMI”字样，取代了之前的“MI”字logo。素皮版本在logo下方另有金属圆形装饰，同时起到固定皮质贴层的作用。
小米11共有黑、蓝、白三款使用AG雾面玻璃后盖的配色（其中黑色版边框为电镀黑色，蓝色版边框为电镀天蓝色，白色版边框为抛光银色），以及烟紫和卡其两款使用素皮质感的塑料后盖配色（其中烟紫配色中框为电镀淡紫色，卡其配色中框为电镀淡金色）。另有限量发售的雷军签名版，使用了纵向纹理的玻璃后盖，边框配色为采用了电镀工艺的淡紫色。

### 屏幕
小米11采用由三星显示提供的6.81英寸柔性AMOLED显示屏，为三星第四代AMOLED基材（E4)。采用钻石型子像素排列方式，最高支持3200*1440的显示分辨率，像素密度（PPI）为515。支持最高1500nit的亮度以及900nit的激发亮度，并支持DCI-P3色域。
两款机型的屏幕保护玻璃均采用了康宁大猩猩玻璃Victus，据小米称，抗跌落能力达到了上一代的1.5倍，抗刮擦能力则是达到了上一代的2倍。

### 芯片及存储
小米11是高通骁龙888 SoC的首发机型。
高通骁龙888部件代号为SM8350，CPU部分采用了高通Kryo 680架构，由1颗主频为2.84GHz的大核心、3颗主频为2.42GHz的中核心以及4颗1.8GHz的小核心组成。芯片内集成Adreno 660 GPU，主频为840MHz，并集成X60 5G基带，支持双5G SIM卡同时在5G网络下驻网待机。
存储方面，小米11在SoC上方封装了8GB或12GB的LPDDR5规格的RAM，主频为3200MHz，机身存储有128GB或256GB可选，规格均为UFS3.1，与小米10至尊纪念版一致。

### 摄像模组
小米11沿用了曾在小米10、小米10 Pro、小米CC9 Pro等机型上采用的摄像传感器S5KHMX，像素数量为1.08亿，光圈值为f/1.85。在小米11中除担当主摄像传感器之外，还可通过裁切支持最大30倍的数字变焦，默认状况下，小米11输出照片像素与小米10相同，为2500万像素。此外，小米11还搭载了一颗1300万像素的超广角传感器（由豪威科技供应，OV13B10），支持最大123°的广角拍摄，光圈为f/2.4，另有一颗500万像素的长焦微距传感器（由三星供应，S5K5E9），可实现对细小物体的拍摄。
前置摄像方面，小米11沿用了在小米10系列、Redmi K20/30系列上采用的前置摄像传感器S5K3T2，像素数量为2000万，支持1080P 30/60帧、720P 30帧视频录制，并支持一系列美颜功能。

### 其他功能
充电方面，小米11支持基于小米Mi Turbo Charge协议的最高55W功率的有线充电（11V 5A MAX）、50W功率的无线充电以及最高10W功率的反向无线充电，可为其他支持无线充电的设备充电。
音响系统方面，小米11及小米11 Pro采用了立体声扬声器，但由小米10上采用的对称式立体声扬声器变为非对称式立体声扬声器，顶部发声单元较底部稍小，且顶部发声单元兼具听筒的作用。此外，自小米6开始取消的3.5mm音频输出输入接口也并未在小米11上搭载，3.5mm标准接头只能通过转换线，使用USB Type-C接口进行转换。
近距离通信方面，小米11及小米11 Pro支持蓝牙5.2、多功能NFC以及红外遥控功能，可使用遥控类APP对支持红外控制的电器设备进行控制。

## 软件
小米11出厂搭载基于Android 11的MIUI 12操作系统，可通过系统更新升级至HyperOS及后续版本。

## 销售
小米11提供8GB RAM/128GB ROM、8GB RAM/256GB ROM以及12GB RAM/256GB ROM三种存储组合可选，零售价分别为3999元、4299元和4699元人民币，与小米10标准版同等存储组合的售价持平，其中限量发售的雷军签名版仅提供12GB RAM/256GB ROM一种存储组合可选；
小米11的电源适配器和数据连接线不包含在小米11的包装盒中，消费者可在购买页面自行决定是否需要电源适配器及数据连接线，且包含上述两款配件的零售价格与不包含上述两款配件的价格相同。
小米11于北京时间2020年12月28日22时开启100元现金预定，2021年1月1日0时整在所有渠道开启小米11的销售。
2021年1月1日上午10时许，小米宣布小米11首销5分钟销售额便已达到15亿人民币（含自2021年1月1日0时起支付尾款的订单）。按销售单价计算，首销销量已超过35万台。
2021年5月21日，小米11系列全球销量突破300万台。

## 相关事件

### 小米11取消附带充电器事件
北京时间2020年12月25日晚，新浪微博爆料博主“数码闲聊站”透露了小米11的包装盒，并表示小米11在包装内已取消附带充电器和数据线。次日上午，小米手机官方微博正式宣布小米11包装内取消附带充电器，并表示发布会上会公布取消附带充电器后的“更好的解决方案”。此消息一经放出，立刻引起舆论哗然，话题#小米11取消随机附送充电器#一度冲上微博热搜榜单，讨论量超过3亿。很多网友表示小米取消附送充电器的做法借鉴了iPhone 12系列，并引起大量微博网民在相关博文下表达愤怒情绪。在2020年12月28日举行的小米11发布会上，小米集团CEO雷军在公布小米11售价后，表示小米11将提供不附送充电器及数据线的标准版（环保版）和附送充电器及数据线的套装版，两者价格相同。小米表示，将把环保的权利交给用户，让用户自行决定是否需要充电器和数据线。但也有媒体分析，小米取消附带充电器和数据线与苹果的目的相同，均是为了赚取更高的利润，所谓环保只是其追求更高利润率的幌子。

### 小米11主芯片发热大能耗高事件
小米11发布后，陆续有部分评测机构宣称小米11搭载的骁龙888芯片存在能耗高、发热大的问题，实际性能表现不如小米10上搭载的骁龙865 。小米未对这一言论进行回应，也并未因此事件影响小米后续一系列搭载该芯片的机型的上市计划。

### 小米11Wi-Fi模块故障事件
2021年4月21日，有部分小米11用户在黑猫投诉平台发起集体投诉，称他们购买到的小米11出现Wi-Fi无法连接的故障，且经恢复出厂设置、重刷系统固件等操作后依然无法恢复。用户遂陆续前往小米售后服务中心检测，得到的答复是Wi-Fi元件损坏，需更换主板。部分用户将这一问题反馈至小米社区，却遭管理员大量删帖。小米官方回應稱「网传小米11烧主板报道不属实」，但2021年8月6日，小米服务官方账号在微博公布了《关于小米11系列产品特殊问题服务政策》博文，变相证实了小米11系列Wi-Fi模块存在的普遍性问题，并称出现此类问题的小米11支持更换新机，如更换后仍发生相同故障的，可申请退货。
变更售后政策的一年以后，2022年9月，小米未经公告再次调整了关于小米11系列（不含小米11青春版）的售后政策，新政策规定自9月15日起，小米11系列如出现Wi-Fi故障、黑屏、花屏等故障，将不予更换新机，只可更换主板；对于已更换过新机再次发生同类故障的用户，也不再受理退机请求。另有网传截图称，如用户坚持退货可支持用户向消费者协会投诉，用户影响到门店正常运营的，门店有权报警处理。有用户向小米方面询问变更售后政策的原因，得到的答复是小米11系列已停产。这一政策变更再次引起轩然大波，话题#小米11系列屡曝质量问题遭维权#亦曾一度登上微博热搜榜。